# Gamba (regiszter)
A Gamba (olasz) vagy Gambe (német, francia) orgonaregiszter. Hengeres vagy kónikus formájú nyitott fém ajaksíp, a vonós regisztercsalád tagja. Szólisztikus jellegű regiszter. Riegernél a sípszáj elé szakáll került. Hangja színes és felhangdús, vonós jellegű.